# Палу (Болцано)
Палу је насеље у Италији у округу Болцано, региону Трентино-Јужни Тирол.
Према процени из 2011. у насељу је живело 120 становника. Насеље се налази на надморској висини од 944 м.